# Peter Marius Andersen
Peter Marius Andersen (ur. 24 kwietnia 1885 w Kopenhadze, zm. 20 marca 1972 tamże) – duński piłkarz występujący podczas kariery na pozycji napastnika.
Zdobył srebrny medal wraz z kolegami na Letnich Igrzyskach Olimpijskich 1908 w Londynie. Przegrali w finale z gospodarzami – Wielką Brytanią.
Całą swoją karierę klubową spędził w Boldklubben Frem.